# 對等網路檔案分享
對等網路檔案分享（英語：Peer-to-peer file sharing，簡稱P2P檔案分享）允許使用者使用P2P軟件存取多個媒體文件，如：書籍、音樂、電影、和遊戲。
網絡節點是終端使用者的電腦與分發伺服器（不是必需的）。

## 歷史
對等網路檔案分享在1999年開始流行，起源於Napster（一個檔案分享軟件）。